# RGM-15导弹
“天狮星”II是美国海军在“天狮星”导弹之后的又一种海基巡航导弹。然而，导弹在研发过程中因为性能显然优越的多的“北极星”的出现而被放弃。
在“天狮星”导弹在1955年服役之后，其种种弱点统统暴露出来，尤其是无线电指令制导这种制导模式对导弹的射程和抗干扰性能都是严重限制。因而在1953年沃特公司获得了研发SSM-N-8/RGM-6“天狮星”巡航导弹的超音速后继型号的合同。该新导弹被命名为“天狮星”II（尽管是种全新的导弹而非“天狮星”的发展型号）并获得代号SSM-N-9。SSM-N-9代号之前被临时赋予MGM-18“长曲棍球”导弹，后者后来又更名为SSM-G-12被移交给陆军。
XRSSM-N-9“天狮星”II原型弹拥有可收回的起落架用于导弹回收，其临时安装一台莱特J65-W-6发动机，该发动机使得该弹不能达到2马赫的速度。XRSSM-N-9的第一次试射在1956年5月进行，该型的测试则持续到1957年年年末。1958年测试在升级型XRSSM-N-9a原型机上继续进行，该型同样拥有起落架，但安装了计划用于战术型导弹的通用电气J79-GE-3发动机。“天狮星”II于1958年9月第一次从潜艇上发射。代号YTSSM-N-9a和TSSM-N-9a被保留给拥有起落架的“天狮星”II评估型和量产型，这两者将用于训练。
“天狮星”II是一种两马赫巡航导弹，同时还拥有比SSM-N-8“天狮星”I高得多的高度和射程。“天狮星”I的无线电指令制导被惯性制导系统取代了，因此SSM-N-9拥有更强的抗电子干扰能力。尽管有这些优点，在面对新诞生的UGM-27“北极星”潜射弹道导弹之时，“天狮星”II也只能毫无悬念地被抛弃。战术型SSM-N-9“天狮星”II巡航导弹在1958年年末下马。然而导弹性能的评估测试仍在继续，第一枚XSSM-N-9战术原型弹（去掉了起落架、安装副油箱，实现全射程和2马赫时速）于1959年11月试射，随后则是YSSM-N-9测试型。很有意思的是，SSM-N-9在1963年6月才被按照新的三军无人飞行器命名法重新定名为RGM-15A，而这是在工程下马4年以后。
1958年前后，在“天狮星”II工程的最后阶段中，仿佛曾经有计划给导弹装上雷达地形匹配系统。借助这种系统，导弹飞行轨迹下方的地形的雷达地图会不断地与预加载的雷达地图进行匹配，使得导弹能够精确跟随预编程航线。在为了评估安装该制导系统的导弹，代号YTSSM-N-9b和YSSM-N-9a被相应赋予升级后的YTSSM-N-9a和YSSM-N-9。然而这其中没有一种变型成功投产。
在工程下马之后，剩下的飞行测试导弹被美国海军和空军作为KD2U-1超音速无人靶机使用。1963年6月KD2U-1被重定名为MQM-15A。在其随后的生涯中，有些跑道发射的MQM-15A靶机被重定名为GQM-15A。
在生产被取消之前一共只生产了54枚“天狮星”II测试导弹。

## 用户
- 美国海军
- 美国空军